# Cnemaspis
Cnemaspis – rodzaj jaszczurek z rodziny gekonowatych (Gekkonidae).

## Zasięg występowania
Rodzaj obejmuje gatunki występujące w południowej i południowo-wschodniej Azji (Indie, Sri Lanka, Bhutan, Mjanma, Laos, Wietnam, Kambodża, Tajlandia, Malezja, Singapur, Indonezja). 

## Systematyka

### Etymologia
Cnemaspis: gr. κνημη knēmē „goleń, łydka”; ασπις aspis, ασπιδος aspidos „tarcza”.

### Podział systematyczny
Do rodzaju należą następujące gatunki: 

- Cnemaspis aaronbaueri Sayyed, Grismer, Campbell & Dileepkumar, 2019
- Cnemaspis aceh Iskandar, McGuire & Amarasingue, 2017
- Cnemaspis adangrawi Ampai, Rujirawan, Wood, Stuart & Aowphol, 2019
- Cnemaspis adii Srinivasulu, Kumar & Srinivasulu, 2015
- Cnemaspis affinis (Stoliczka, 1870)
- Cnemaspis agamalaiensis Khandekar, Thackeray, & Agarwal, 2024
- Cnemaspis agarwali Khandekar, 2019
- Cnemaspis agayagangai Agarwal, Thackeray & Khandekar, 2022
- Cnemaspis ajijae Sayyed, Pyron & Dileepkumar, 2018
- Cnemaspis alwisi Mendis Wickramasinghe & Munindradasa, 2007
- Cnemaspis amba Khandekar, Thackeray & Agarwal, 2019
- Cnemaspis amboliensis Sayyed, Pyron & Dileepkumar, 2018
- Cnemaspis amith Manamendra-Arachchi, Batuwita & Pethiyagoda, 2007
- Cnemaspis anaimalaiensis Khandekar, Thackeray, & Agarwal, 2024
- Cnemaspis anamudiensis Cyriac, Johny, Umesh & Palot, 2018
- Cnemaspis anandani Murthy, Nitesh, Sengupta & Deepak, 2019
- Cnemaspis andalas Iskandar, McGuire & Amarasinghe, 2017
- Cnemaspis andersonii (Annandale, 1905)
- Cnemaspis anslemi Karunarathna &, Ukuwela, 2019
- Cnemaspis anuradhae Khandekar, Thackeray, & Agarwal, 2024
- Cnemaspis argus Dring, 1979
- Cnemaspis assamensis Das & Sengupta, 2000
- Cnemaspis aurantiacopes Grismer & Ngo, 2007
- Cnemaspis auriventralis Rujirawan, Yodthong, Ampai, Termprayooon, Aksornneam, Stuart & Aowphol, 2022
- Cnemaspis australis Manamendra-Arachchi, Batuwita & Pethiyagoda, 2007
- Cnemaspis avasabinae Agarwal, Bauer & Khandekar, 2020
- Cnemaspis azhagu Khandekar, Thackeray, & Agarwal, 2022
- Cnemaspis balerion Pal, Mirza, D’Souza & Shanker, 2021
- Cnemaspis bangara Agarwal, Thackeray, Pal & Khandekar, 2020
- Cnemaspis barkiensis Khandekar, Gaikwad, Thackeray, Gangalmale & Agarwal, 2024
- Cnemaspis basalticola Khandekar, Thackeray, Agarwal, Gangalmale, Kininge, & Gaikwad, 2024
- Cnemaspis baueri Das & Grismer, 2003
- Cnemaspis bayuensis Grismer, Grismer, Wood & Chan, 2008
- Cnemaspis beddomei (Theobald, 1876)
- Cnemaspis bidongensis Grismer, Wood, Ahmad, Sumarli, Vazquez, Ismail, Nance, Mohd-Amin, Othman, Rizaijessika, Kuss, Murdoch & Cobos, 2014
- Cnemaspis biocellata Grismer, Chan, Nasir & Sumontha, 2008
- Cnemaspis boiei (Gray, 1842)
- Cnemaspis boulengerii Strauch, 1887
- Cnemaspis butewai Karunarathna, Poyarkov, De Silva, Madawala, Botejue, Gorin, Surasinghe, Gabadage, Ukuwela & Bauer, 2019
- Cnemaspis calderana Milto & Bezman-Moseyko, 2021
- Cnemaspis caudanivea Grismer & Ngo, 2007
- Cnemaspis cavernicola Khandekar, Thackeray, Kalaimani & Agarwal, 2023
- Cnemaspis chanardi Grismer, Sumontha, Cota, Grismer, Wood, Pauwels & Kunya, 2010
- Cnemaspis chandoliensis Khandekar, Gaikwad, Thackeray, Gangalmale & Agarwal, 2024
- Cnemaspis chanthaburiensis Bauer & Das, 1998
- Cnemaspis chengodumalaensis Cyriac, Palot, Deuti & Umesh, 2020
- Cnemaspis dezwaani Das, 2005
- Cnemaspis dissanayakai Karunarathna, De Silva, Madawala, Karunarathna, Wickramasinghe, Ukuwela & Bauer, 2019
- Cnemaspis dringi Das & Bauer, 1998
- Cnemaspis enneaporus Rujirawan, Aksornneam & Aowphol, 2025
- Cnemaspis fantastica Agarwal, Thackeray & Khandekar, 2022
- Cnemaspis flavigaster Onn & Grismer, 2008
- Cnemaspis flavigularis Pal, Mirza, Dsouza & Shanker, 2021
- Cnemaspis flaviventralis Sayyed, Pyron & Dahanukar, 2016
- Cnemaspis flavolineata (Nicholls, 1949)
- Cnemaspis fortis Sayyed, 2023
- Cnemaspis galaxia Pal, Mirza, Dsouza & Shanker, 2021
- Cnemaspis ganeshaiahi Narayanan, Pal, Grismer & Aravind, 2023
- Cnemaspis geethaiyerae Agarwal, Thackeray & Khandekar, 2024
- Cnemaspis gemunu Bauer, De Silva, Greenbaum & Jackman, 2007
- Cnemaspis girii Mirza, Pal, Bhosale & Sanap, 2014
- Cnemaspis goaensis Sharma, 1976
- Cnemaspis godagedarai De Silva, Bauer, Botejue & Karunarathna, 2019
- Cnemaspis gotaimbarai Karunarathna, Poyarkov, De Silva, Madawala, Botejue, Gorin, Surasinghe, Gabadage, Ukuwela & Bauer, 2019
- Cnemaspis gracilis (Beddome, 1870)
- Cnemaspis graniticola Agarwal, Thackeray, Pal & Khandekar, 2020
- Cnemaspis grismeri Wood, Quah, Anuar Ms & Muin, 2013
- Cnemaspis gunasekarai Amarasinghe, Karunarathna, Madawala & De Silva, 2021
- Cnemaspis gunawardanai Amarasinghe, Karunarathna, Madawala & De Silva, 2021
- Cnemaspis hangus Grismer, Wood, Anuar, Riyanto, Ahmad, Muin, Sumontha, Grismer, Onn, Quah & Pauwels, 2014
- Cnemaspis harimau Chan, Grismer, Anuar, Quah, Muin, Savage, Grismer, Ahmad, Remigio & Greer, 2010
- Cnemaspis heteropholis Bauer, 2002
- Cnemaspis hitihamii Karunarathna, Poyarkov, De Silva, Madawala, Botejue, Gorin, Surasinghe, Gabadage, Ukuwela & Bauer, 2019
- Cnemaspis huaseesom Grismer, Sumontha, Cota, Grismer, Wood, Pauwels & Kunya, 2010
- Cnemaspis indica Gray, 1846
- Cnemaspis ingerorum Batuwita, Agarwal & Bauer, 2019
- Cnemaspis jackieii Pal, Mirza, Dsouza & Shanker, 2021
- Cnemaspis jacobsoni Das, 2005
- Cnemaspis jayaweerai Karunarathna, Ukuwela, De Silva, Bauer, Madawala, Poyarkov, Botejue, Gabadage, Grismer & Gorin, 2023
- Cnemaspis jerdonii (Theobald, 1868)
- Cnemaspis kalakadensis Khandekar, Thackeray, & Agarwal, 2022
- Cnemaspis kallima Manamendra-Arachchi, Batuwita & Pethiyagoda, 2007
- Cnemaspis kalsubaiensis Khandekar, Thackeray, Agarwal, Gangalmale, Kininge & Gaikwad, 2024
- Cnemaspis kamolnorranathi Grismer, Sumontha, Cota, Grismer, Wood, Pauwels & Kunya, 2010
- Cnemaspis kandambyi Batuwita & Udugampala, 2017
- Cnemaspis kandiana (Kelaart, 1852)
- Cnemaspis kanyakumariensis Agarwal, Thackeray & Khandekar, 2024
- Cnemaspis karsticola Grismer, Grismer, Wood & Chan, 2008
- Cnemaspis kawminiae Karunarathna, De Silva, Gabadage, Karunarathna, Wickramasinghe, Ukuwela & Bauer, 2019
- Cnemaspis kendallii (Gray, 1845)
- Cnemaspis kivulegedarai Karunarathna, Poyarkov, De Silva, Madawala, Botejue, Gorin, Surasinghe, Gabadage, Ukuwela & Bauer, 2019
- Cnemaspis kohukumburai Karunarathna, Poyarkov, De Silva, Madawala, Botejue, Gorin, Surasinghe, Gabadage, Ukuwela & Bauer, 2019
- Cnemaspis kolhapurensis Giri, Bauer & Gaikwad, 2009
- Cnemaspis kotagamai Karunarathna, De Silva, Botejue, Surasinghe, Wickramasinghe, Ukuwela & Bauer, 2019
- Cnemaspis kottiyoorensis Cyriac & Umesh, 2014
- Cnemaspis koynaensis Khandekar, Thackeray & Agarwal, 2019
- Cnemaspis krishnagiriensis Agarwal, Thackeray & Khandekar, 2021
- Cnemaspis kumarasinghei Mendis Wickramasinghe & Munindradasa, 2007
- Cnemaspis kumpoli Taylor, 1963
- Cnemaspis lagang Nashriq, Davis, Bauer & Das, 2022
- Cnemaspis laoensis Grismer, 2010
- Cnemaspis latha Manamendra-Arachchi, Batuwita & Pethiyagoda, 2007
- Cnemaspis leucura Kurita, Nishikawa, Matsui & Hikida, 2017
- Cnemaspis limayei Sayyed, Pyron & Dileepkumar, 2018
- Cnemaspis limi Das & Grismer, 2003
- Cnemaspis lineatubercularis Ampai, Wood, Stuart & Aowphol, 2020
- Cnemaspis lineogularis Wood, Grismer, Aowphol, Aguilar, Cota, Grismer, Murdoch & Sites, 2017
- Cnemaspis lithophilis Pal, Mirza, Dsouza & Shanker, 2021
- Cnemaspis littoralis (Jerdon, 1853)
- Cnemaspis lokugei Karunarathna, De Silva, Gabadage, Botejue, Madawala & Ukuwela, 2021
- Cnemaspis maculicollis Cyriac, Johny, Umesh & Palot, 2018
- Cnemaspis magnifica Khandekar, Thackeray, Pal & Agarwal, 2020
- Cnemaspis mahabali Sayyed, Pyron & Dileepkumar, 2018
- Cnemaspis maharashtraensis Khandekar, Gaikwad, Thackeray, Gangalmale & Agarwal, 2024
- Cnemaspis mahsuriae Grismer, Wood, Quah, Anuar, Ngadi & Ahmad, 2015
- Cnemaspis manoae Amarasinghe & Karunarathna, 2020
- Cnemaspis matahari Nashriq, Davis, Bauer & Das, 2022
- Cnemaspis mcguirei Grismer, Grismer, Wood & Chan, 2008
- Cnemaspis menikay Manamendra-Arachchi, Batuwita & Pethiyagoda, 2007
- Cnemaspis minang Iskandar, Mcguire & Amarasinghe, 2017
- Cnemaspis modiglianii Das, 2005
- Cnemaspis molligodai Mendis Wickramasinghe & Munindradasa, 2007
- Cnemaspis monachorum Grismer, Ahmad, Chan, Belabut, Muin, Wood & Grismer, 2009
- Cnemaspis monticola Manamendra-Arachchi, Batuwita & Pethiyagoda, 2007
- Cnemaspis mumpuniae Grismer, Wood, Anuar, Riyanto, Ahmad, Muin, Sumontha, Grismer, Onn, Quah & Pauwels, 2014
- Cnemaspis mundanthuraiensis Khandekar, Thackeray, & Agarwal, 2022
- Cnemaspis muria Riyanto, Munir, Martamenggala, Fitriana & Hamidy, 2019
- Cnemaspis mysoriensis (Jerdon, 1853)
- Cnemaspis nairi Inger, Marx & Koshy, 1984
- Cnemaspis nanayakkarai Karunarathna, Ukuwela, De Silva, Bauer, Madawala, Poyarkov, Botejue, Gabadage, Grismer & Gorin, 2023
- Cnemaspis nandimithrai Karunarathna, Poyarkov, De Silva, Madawala, Botejue, Gorin, Surasinghe, Gabadage, Ukuwela & Bauer, 2019
- Cnemaspis narathiwatensis Grismer, Sumontha, Cota, Grismer, Wood, Pauwels & Kunya, 2010
- Cnemaspis neangthyi Grismer, Grismer & Chav, 2010
- Cnemaspis nicobaricus Chandramouli, 2020
- Cnemaspis nigridia (Smith, 1925)
- Cnemaspis nigriventris Pal, Mirza, Dsouza & Shanker, 2021
- Cnemaspis nilagirica Manamendra-Arachchi, Batuwita & Pethiyagoda, 2007
- Cnemaspis nilgala Karunarathna, Bauer, De Silva, Surasinghe, Somaratna, Madawala, Gabadage, Botejue, Henkanaththegedara & Ukuwela, 2019
- Cnemaspis nimbus Pal, Mirza, Dsouza & Shanker, 2021
- Cnemaspis niyomwanae Grismer, Sumontha, Cota, Grismer, Wood, Pauwels & Kunya, 2010
- Cnemaspis nuicamensis Grismer & Ngo, 2007
- Cnemaspis omari Grismer, Wood, Anuar, Riyanto, Ahmad, Muin, Sumontha, Grismer, Onn, Quah & Pauwels, 2014
- Cnemaspis ornata (Beddome, 1870)
- Cnemaspis otai Das & Bauer, 2000
- Cnemaspis pachaimalaiensis Agarwal, Thackeray & Khandekar, 2022
- Cnemaspis pagai Iskandar, Mcguire & Amarasinghe, 2017
- Cnemaspis pakkamalaiensis Khandekar, Thackeray, Kalaimani & Agarwal, 2023
- Cnemaspis palakkadensis Sayyed, Cyriac & Dileepkumar, 2020
- Cnemaspis palanica Pal, Mirza, Dsouza & Shanker, 2021
- Cnemaspis paripari Grismer & Onn, 2009
- Cnemaspis pava Manamendra-Arachchi, Batuwita & Pethiyagoda, 2007
- Cnemaspis pemanggilensis Grismer & Das, 2006
- Cnemaspis peninsularis Grismer, Wood, Anuar, Riyanto, Ahmad, Muin, Sumontha, Grismer, Onn, Quah & Pauwels, 2014
- Cnemaspis perhentianensis Grismer & Chan, 2008
- Cnemaspis persephone Khandekar, Thackeray, & Agarwal, 2024
- Cnemaspis phangngaensis Wood, Grismer, Aowphol, Aguilar, Cota, Grismer, Murdoch & Sites, 2017
- Cnemaspis phillipsi Manamendra-Arachchi, Batuwita & Pethiyagoda, 2007
- Cnemaspis phuketensis Das & Leong, 2004
- Cnemaspis podihuna Deraniyagala, 1944
- Cnemaspis pseudomcguirei Grismer, Ahmad, Chan, Belabut, Muin, Wood & Grismer, 2009
- Cnemaspis psychedelica Grismer, Ngo & Grismer, 2010
- Cnemaspis pulchra Manamendra-Arachchi, Batuwita & Pethiyagoda, 2007
- Cnemaspis punctata Manamendra-Arachchi, Batuwita & Pethiyagoda, 2007
- Cnemaspis punctatonuchalis Grismer, Sumontha, Cota, Grismer, Wood, Pauwels & Kunya, 2010
- Cnemaspis purnamai Riyanto, Hamidy, Sidik & Gunalen, 2017
- Cnemaspis puterisantubongae Kurita, Nishikawa, Hossman, Mizuno, Sato & Gumal, 2024
- Cnemaspis rajabasa Amarasinghe, Harvey, Riyanto & Smith, 2015
- Cnemaspis rajakarunai Wickramasinghe, Vidanapathirana & Rathnayake, 2016
- Cnemaspis rajgadensis Sayyed, Cyriac, Pardeshi & Sulakhe, 2021
- Cnemaspis rammalensis Vidanapathirana, Gehan-Rajeev, Wickramasinghe, Fernando & Mendis-Wickramasinghe, 2014
- Cnemaspis ranganaensis Sayyed & Sulakhe, 2020
- Cnemaspis rashidi Sayyed, Kirubakaran, Khot, Thanigaivel, Satheeshkumar, Sayyed, Sayyed, Purkayastha, Deshpande & Sulakhe, 2023
- Cnemaspis regalis Pal, Mirza, Dsouza & Shanker, 2021
- Cnemaspis reticulata Sayyed, Kirubakaran, Khot, Abinesh, Harshan, Sayyed, Sayyed, Adhikari, Purkayastha, Deshpande, & Sulakhe, 2023
- Cnemaspis retigalensis Mendis Wickramasinghe & Munindradasa, 2007
- Cnemaspis rishivalleyensis Agarwal, Thackeray & Khandekar, 2020
- Cnemaspis roticanai Grismer & Onn, 2010
- Cnemaspis rubraoculus Pal, Mirza, Dsouza & Shanker, 2021
- Cnemaspis rudhira Agarwal, Thackeray & Khandekar, 2022
- Cnemaspis sahyadriensis Khandekar, Gaikwad, Thackeray, Gangalmale & Agarwal, 2024
- Cnemaspis sakleshpurensis Khandekar, Thackeray, & Agarwal, 2022
- Cnemaspis salimalii Agarwal, Thackeray & Khandekar, 2022
- Cnemaspis samanalensis Mendis Wickramasinghe & Munindradasa, 2007
- Cnemaspis samui Ampai, Rujirawan, Yodthong, Termprayoon, Stuart, Wood & Aowphol, 2022
- Cnemaspis sanctus Khandekar, Thackeray, & Agarwal, 2024
- Cnemaspis sathuragiriensis Khandekar, Thackeray, & Agarwal, 2024
- Cnemaspis scalpensis (Ferguson, 1877)
- Cnemaspis schalleri Khandekar, Thackeray, & Agarwal, 2021
- Cnemaspis selamatkanmerapoh Grismer, Wood, Mohamed, Chan, Heinz, Sumarli, Chan & Loredo, 2013
- Cnemaspis selenolagus Grismer, Yushchenko, Pawangkhanant, Nazarov, Naiduangchan, Suwannapoom & Poyarkov, 2020
- Cnemaspis shahruli Grismer, Chan, Quah, Muin, Savage, Grismer, Ahmad, Greer & Remegio, 2010
- Cnemaspis shevaroyensis Khandekar, Gaitonde & Agarwal, 2019
- Cnemaspis siamensis (Smith, 1925)
- Cnemaspis silvula Manamendra-Arachchi, Batuwita & Pethiyagoda, 2007
- Cnemaspis similan Ampai, Rujirawan, Yodthong, Termprayoon, Stuart, Wood & Aowphol, 2022
- Cnemaspis sirehensis Nashriq, Davis, Bauer & Das, 2022
- Cnemaspis sisparensis (Theobald, 1876)
- Cnemaspis smaug Pal, Mirza, Dsouza & Shanker, 2021
- Cnemaspis stellapulvis Khandekar, Thackeray & Agarwal, 2020
- Cnemaspis stongensis Grismer, Wood, Anuar, Riyanto, Ahmad, Muin, Sumontha, Grismer, Onn, Quah & Pauwels, 2014
- Cnemaspis sundagekko Grismer, Wood, Anuar, Riyanto, Ahmad, Muin, Sumontha, Grismer, Onn, Quah & Pauwels, 2014
- Cnemaspis sundainsula Grismer, Wood, Anuar, Riyanto, Ahmad, Muin, Sumontha, Grismer, Onn, Quah & Pauwels, 2014
- Cnemaspis sundara Sayyed, Kirubakaran, Khot, Abinesh, Harshan, Adhikari, Sayyed, Sayyed, Fazil, Jerith, Deshpande, Purkayastha & Sulakhe, 2023
- Cnemaspis tanintharyi Lee, Miller, Zug & Mulcahy, 2019
- Cnemaspis tapanuli Iskandar, Mcguire & Amarasinghe, 2017
- Cnemaspis tarutaoensis Ampai, Rujirawan, Wood, Stuart & Aowphol, 2019
- Cnemaspis temiah Grismer, Wood, Anuar, Riyanto, Ahmad, Muin, Sumontha, Grismer, Onn, Quah & Pauwels, 2014
- Cnemaspis tenkasiensis Khandekar, Thackeray, & Agarwal, 2024
- Cnemaspis thachanaensis Wood, Grismer, Aowphol, Aguilar, Cota, Grismer, Murdoch & Sites, 2017
- Cnemaspis thackerayi Khandekar, Gaitonde & Agarwal, 2019
- Cnemaspis thayawthadangyi Lee, Miller, Zug & Mulcahy, 2019
- Cnemaspis tigris Khandekar, Thackeray, & Agarwal, 2022
- Cnemaspis triedra Sayyed, Kirubakaran, Khot, Abinesh, Harshan, Adhikari, Sayyed, Sayyed, Fazil, Jerith, Deshpande, Purkayastha & Sulakhe, 2023
- Cnemaspis tropidogaster (Boulenger, 1885)
- Cnemaspis tubaensis Quah, Wood, Anuar, Muin & Grismer, 2020
- Cnemaspis tucdupensis Grismer & Ngo, 2007
- Cnemaspis umashaankeri Narayanan & Aravind, 2022
- Cnemaspis upendrai Manamendra-Arachchi, Batuwita & Pethiyagoda, 2007
- Cnemaspis uttaraghati Khandekar, Thackeray, & Agarwal, 2021
- Cnemaspis valparaiensis Khandekar, Thackeray, & Agarwal, 2024
- Cnemaspis vandeventeri Grismer, Sumontha, Cota, Grismer, Wood, Pauwels & Kunya, 2010
- Cnemaspis vangoghi Khandekar, Thackeray, & Agarwal, 2024
- Cnemaspis vijayae Khandekar, Thackeray, & Agarwal, 2022
- Cnemaspis wallaceii Pal, Mirza, Dsouza & Shanker, 2021
- Cnemaspis whittenorum Das, 2005
- Cnemaspis wicksi (Stoliczka, 1873)
- Cnemaspis wynadensis (Beddome, 1870)
- Cnemaspis yelagiriensis Agarwal, Thackeray, Pal & Khandekar, 2020
- Cnemaspis yercaudensis Das & Bauer, 2000
- Cnemaspis zacharyi Cyriac, Palot, Deuti & Umesh, 2020